# Platysenta viscosa
Platysenta viscosa là một loài bướm đêm trong họ Noctuidae.